# Wittgenstein-Preis
El Wittgenstein-Preis és el premi científic més ben dotat d'Àustria. El concedeix una vegada l'any el Fons de Ciència d'Àustria en nom del Ministeri Austríac de Ciència. La dotació d'1,5 milions d'euros està vinculada a activitats de recerca en els següents sis anys. Els beneficiaris són seleccionats per un jurat internacional d'experts. El mateix jurat també selecciona els destinataris del relacionat Start-Preis.

## Guardonats
- 2016: Peter Jonas, Institute of Science and Technology Austria[2]
- 2015: Claudia Rapp, Institut für Byzantinistik und Neogräzistik, Universitat de Viena[3]
- 2014: Josef Penninger, Institut für Molekulare Biotechnologie (IMBA)
- 2013: Ulrike Diebold, Institut für Angewandte Physik, TU Wien
- 2012: Thomas Henzinger, ISTA
- 2012: Niyazi Serdar Sarıçiftçi, Institut für Physikalische Chemie und Institut für Organische Solarzellen, Universität Linz
- 2011: Gerhard J.Herndl, Department für Meeresbiologie, Fakultät für Lebenswissenschaften, Universität Wien
- 2011: Jan-Michael Peters, Research Institute of Molecular Pathology (IMP)
- 2010: Wolfgang Lutz, International Institute for Applied Systems Analysis, Institut de Demografia de Viena de l'Acadèmia Austríaca de Ciències i el Departament de Socioeconomia de la Universitat d'Economia de Viena
- 2009: Jürgen Knoblich, Institut für Molekulare Biotechnologie
- 2009: Gerhard Widmer, Institut für Computational Perception, Universität Linz
- 2008: Markus Arndt, Fakultät für Physik, Universität Wien
- 2007: Rudolf Zechner, Institut für Molekulare Biowissenschaften, Universität Graz
- 2007: Christian Krattenthaler, Fakultät für Mathematik, Universität Wien
- 2006: Hannes-Jörg Schmiedmayer, TU Wien
- 2005: Barry J. Dickson, Institut für Molekulare Biotechnologie, Wien
- 2005: Rudolf Grimm, Institut für Experimentalphysik, Universität Innsbruck
- 2004: Walter Pohl, Forschungsstelle für Geschichte des Mittelalters, Österreichische Akademie der Wissenschaften
- 2003: Renée Schroeder, Institut für Mikrobiologie und Genetik, Universität Wien
- 2002: Ferenc Krausz, Institut für Photonik, Technische Universität Wien
- 2001: Meinrad Busslinger, Institut de Recerca de Patologia Molecular (IMP)
- 2001: Heribert Hirt, Department für Pflanzenmolekularbiologie, Universität Wien
- 2000: Andre Gingrich, Institut für Ethnologie, Kultur- und Sozialanthropologie, Universität Wien
- 2000: Peter Markowich, Institut für Mathematik, Universität Wien
- 1999: Kim Nasmyth, Research Institute of Molecular Pathology (IMP)
- 1998: Georg Gottlob, Institut für Informationssysteme, Technische Universität Wien
- 1998: Walter Schachermayer, Institut für Informationssysteme, Technische Universität Wien
- 1998: Peter Zoller, Institut für Theoretische Physik, Leopold-Franzens-Universität, Innsbruck
- 1997: Erich Gornik, Institut für Festkörperelektronik, Technische Universität Wien
- 1997: Antonius Matzke, Institut für Molekularbiologie, Österreichische Akademie der Wissenschaften
- 1996: Ruth Wodak, Institut für Sprachwissenschaften, Universität Wien
- 1996: Erwin Friedrich Wagner, Institut de Recerca de Patologia Molecular (IMP)